# Джастин Х. Мин
Джастин Хонг-Ки Мин (англ. Justin Hong-Kee Min; род. 20 марта 1990 года, Серритос, Калифорния, США) — американский актёр. Он начал свою актёрскую карьеру с ролей в нескольких постановках Вонг Фу. Он известен по роли Бена Харгривза в оригинальном сериале Netflix «Академия Амбрелла» (2019–2024), а также по главной роли в фильме «После Янга» (2021).

## Ранняя жизнь и образование
Джастин - американец корейского происхождения во втором поколении. Он родился в Серритосе, Калифорния. Свободно владеет корейским языком и является троюродным братом актрисы Эшли Пак. Мин — христианин и до сих пор пользуется Библией, которую ему подарили родители, когда он учился в средней школе.
Окончил среднюю школу в 2007 году. Затем поступил в Корнеллский университет, где состоял в Студенческой ассамблее в качестве представителя меньшинств; в 2011 году окончил колледж искусств, со степенями в области государственного управления и английского языка.

## Карьера
До карьеры актёра, Мин был журналистом и фотографом для различных журналов. Он был фотографом на премии J.A.M Awards, inVISIBLE и The Served.
Сниматься же он начал в 2012 году. Первые его роли были эпизодическими в сериалах: «Фальсификация», «C.S.I.: Киберпространство», «Настоящий гений». Он является сотрудником Wong Fu Productions, независимой продюсерской компании, расположенной в Лос-Анджелесе, снявшись в их короткометражном фильме 2017 года «Как я стал взрослым» и их веб-сериале 2019 года «Знакомства после колледжа», среди других проектов.
В 2019 году присоединился к сериалу Netflix «Академия Амбрелла» в повторяющейся роли Бена Харгривза. Во втором сезоне был повышен до основного состава. Поскольку его персонаж появлялся только в флэшбеках в комиксах, Мин не участвовал в ранней рекламе сериала, чтобы сохранить свою роль в секрете. Он также использовал главную роль в сериале для того, чтобы создать персонажа «с нуля» и тесно сотрудничал с Итаном Хваном, который сыграл молодого Бена, чтобы обеспечить «схожую сущность».
«Академия Амбрелла» была продлена на второй сезон в апреле 2019 года. В том же месяце было объявлено, что Мин получил главную роль в научно-фантастическом фильме «После Янга» с Колином Фарреллом в главной роли. Ожидалось, что фильм выйдет в прокат в 2020 году, но был отложен до 2021 года из-за пандемии COVID-19 в Соединенных Штатах.

## Фильмография

### Фильм
| Год  | Название         | Роль        | Примечание       |
| ---- | ---------------- | ----------- | ---------------- |
| 2016 | Перерождение     | Стажер № 2  |                  |
| 2021 | После Янга       | Янг         |                  |
| 2023 | Недостатки       | Бен Тагава  |                  |
| 2024 | Лучшие хиты      | Дэвид Пак   |                  |
| 2024 | Задержанная      | Исаак Барси |                  |
| 2024 | Заведи меня      | Кристофер   |                  |
| 2025 | Getaway          |             | Постпроизводство |
| 2025 | Handle with Care | Коул        | Постпроизводство |

### Телевидение
| Год       | Название                       | Роль             | Примечание                                                        |
| --------- | ------------------------------ | ---------------- | ----------------------------------------------------------------- |
| 2014      | Раздор и гармония              | Майкл            | Эпизод: «Ты думаешь, что знаешь кого-то»                          |
| 2014      | Фальсификация                  | Бобби            | Эпизоды: «Экстаз и агония», «Арестован»; в роли Джастина Мина     |
| 2015      | C.S.I.: Киберпространство      | Студент колледжа | Эпизод: «Краудсорсинг»                                            |
| 2016      | Настоящий гений                | Юджин            | Эпизод: «Банкер Хилл, у нас проблема»                             |
| 2018      | Пивной фестиваль: Жажда победы | Кайл             | Телевизионный фильм                                               |
| 2019–2024 | Академия Амбрелла              | Бен Харгривз     | Повторяющаяся роль (1 сезон), главная роль (2,3 сезоны); 30 серий |
| 2019      | Знакомства после колледжа      | Кэмерон          | Мини-сериал; главная роль; 7 серий                                |
| 2020      | Новый Амстердам                | Джейсон Хуан     | Эпизод: «Взлет»                                                   |
| 2023      | Грызня                         | Эдвин            | Повторяющаяся роль                                                |